# Igreja Católica em Moçambique
A Igreja Católica em Moçambique é parte da Igreja Católica universal, em comunhão com a liderança espiritual do Papa, em Roma, e da Santa Sé. No geral, o catolicismo é visto no país como crescente em número de adesões, e com vitalidade pastoral, estando presente de forma intensa, especialmente na educação. Além do mais, a intervenção da Igreja na pacificação da guerra civil deu a ela bastante credibilidade e influência na sociedade. O sul e as áreas urbanas são predominantemente cristãos, enquanto que o norte e as áreas costeiras são de maioria muçulmana (a maioria sunitas). As religiões tradicionais africanas também têm muitos fiéis, principalmente nas zonas rurais. Nos últimos anos vem ocorrendo o crescimento do fundamentalismo islâmico no norte, especialmente na Província de Cabo Delgado, onde cristãos estão sendo mortos, expulsos de casa e têm seus bens materiais e propriedades destruídos. Os ataques são ligados ao grupo Estado Islâmico. A Fundação ACN, que tem obras assistenciais no território de Moçambique, considera que "as perspectivas para a liberdade religiosa são terríveis".

## História

### Início da evangelização
A primeira fase da evangelização destas terras, ocorrida durante a primeira viagem de Vasco da Gama à Índia, entre 1498, quando a primeira Missa foi celebrada, no dia 11 de março, na Ilha de São Jorge, e 1560, caracterizando-se pela presença de alguns frades e por iniciativas esporádicas ligadas à presença dos portugueses: ocorreram conversões, mas foi um fenómeno muito reduzido. Em 1505 a primeira igreja católica foi erguida em Sofala e seu primeiro vigário foi o padre Bartolomeu Fernandes, o qual veio a celebrar os primeiros batismos no ano seguinte, depois de propriamente iniciar a catequização dos nativos. Em 1506, os dominicanos chegaram à região. Já em 1507 a segunda igreja era construída, e, pouco tempo depois, as obras de misericórdia e os hospitais.
A bula Pro Excellenti de 12 de junho de 1514 é criada a Diocese do Funchal, na Ilha da Madeira, ficando as terras da América, da Ásia e da África descobertas pelos portugueses ficando sob sua dependência. No dia 31 de janeiro de 1533, o Papa Clemente VII erigiu a então Diocese de Goa, ficando o atual território de Moçambique incorporado a sua jurisdição. Havia porém a  dificuldade da grande distância entre Moçambique e Goa e, pelo breve Suprema Dispositione de 12 de fevereiro de 1562, o Papa Pio IV autorizava ao rei de Portugal a nomear um administrador eclesiástico para o território moçambicano, sendo Manuel Coutinho o primeiro administrador eclesiástico nomeado em 1563. Em agosto de 1541, São Francisco Xavier chegou à Ilha de Moçambique com dois companheiros, o sacerdote Misser Paulo e Francisco Mansilhas.

### Evangelização do interior do país

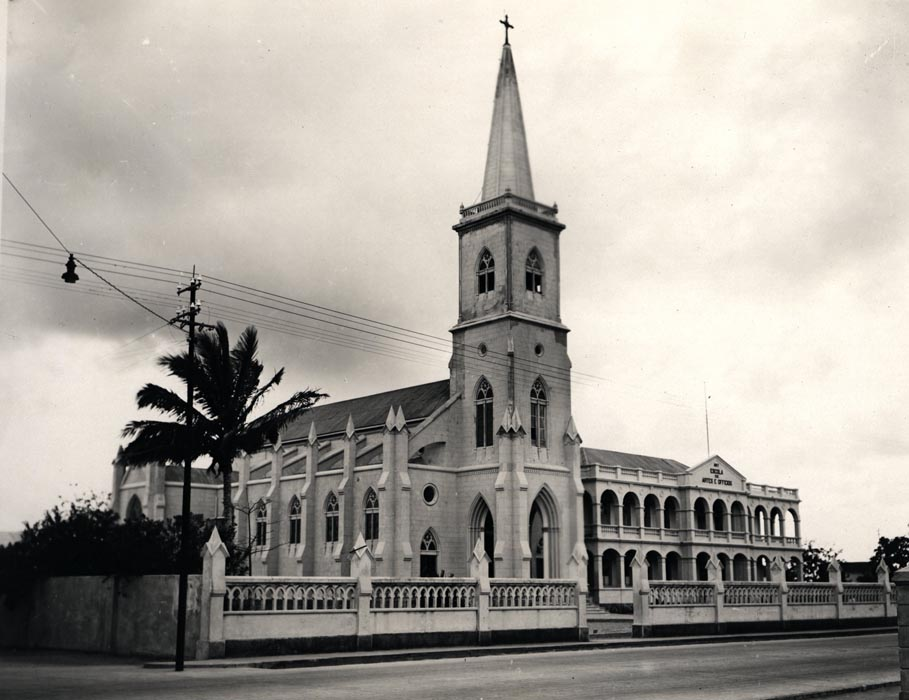
Sé da Beira, foto datada de 1930.

Os jesuítas portugueses iniciaram suas atividades missionárias no século XVI. No ano 1561, Gonçalo da Silveira, SJ, foi martirizado após batizar os governantes de Monomotapa e mais 300 pessoas na corte. Os territórios portugueses na região foram anexados à Diocese de Goa, na Índia, até 1612, quando foram separadas. Os dominicanos, que haviam entrado no território em 1577, voltaram a focar sua ação evangelizadora na região de Monomotapa, cujo rei foi batizado em 1652. Construíram na Ilha um convento, criando assim a possibilidade de alargar sua ação a Sofala, Sena, Tete e Cabeceira. A pedido do rei Filipe III de Espanha, o Papa Paulo V, pela bula In Supereminenti, de 21 de janeiro de 1612, desligou a Província de Moçambique de Goa. Dentre os administradores apostólicos dessa circunscrição, destacou-se o Frei António da Conceição, que escreveu livros na língua local e veio a falecer em 1700.
Após muitos esforços, uma presença missionária contínua pôde ser estabelecida no século XVII, quando diversas ordens, como dominicanos, jesuítas e agostinianos trabalharam na região meridional do território e até o Rio Zambeze. Quelimane, Tete se tornaram importantes centros; mesmo a vila de Zumbo, perto da fronteira com a Zâmbia, foi influenciada e mantida até o século XIX. O declínio da missão começou durante o século XVIII foi acelerada pelas políticas antijesuíticas do Marquês de Pombal. A supressão de ordens religiosas em Portugal em 1834 piorou a situação e em 1855 nenhum missionário pôde permanecer na colónia.

### Crescimento
Uma mudança para melhor ocorreu em 1881, quando os jesuítas retomaram seu trabalho. Por outro lado, os trabalhos de evangelização sofreram inúmeras interrupções, devido a dificuldades de vários tipos e às perseguições. A retomada tem início em 1920, quando numerosas Congregações religiosas retornam a Moçambique Os franciscanos se juntaram a eles em 1898 e em 1910 havia 71 missionários, sendo a maioria portugueses. A missão voltou a sofrer com o anticlericalismo extremo dos regimes portugueses entre 1910 e 1925, mas a Concordata e o Estatuto Missionário da Santa Sé em 1940 resultaram em progresso e na criação da hierarquia. O número de católicos aumentou de 4.000 em 1900 para 60.000 em 1936 e para 850.000 em 1960. O arcebispo Teodósio Clemente de Gouveia de Lourenço Marques recebeu o seu solidéu vermelho em 1940, o primeiro prelado ao sul do Saara a ser nomeado cardeal. Em dezembro de 1909, a prelazia de Moçambique contava com 71 sacerdotes. A atividade missionária progredia mesmo com o forte influxo da maçonaria, que geralmente eram adversas à religião e às missões. Com a expulsão dos jesuítas de Portugal, o trabalho missionário sofreu um impacto.

### Concordata
A concordata de 1940 teve pouco efeito em livrar a Igreja das repressões do colonialismo. As missões eram financiadas pelo Estado na medida em que serviam aos interesses coloniais. A ajuda financeira generosa para as ordens religiosas, incluindo o pagamento de salários, passagens gratuitas para o exterior, status especial para os bispos que gozavam de privilégios semelhantes aos governadores do estado e autoridade para toda a educação primária, foram algumas das recompensas pela submissão da Igreja na colónia portuguesa. A evangelização torna-se mais sistemática e rápida. São criadas missões e escolas, centros de saúde e laboratórios. Também o número de dioceses cresce ao longo dos anos: às vésperas da independência, eram 9.  Internamente, a Igreja moçambicana surgiu como uma cópia fiel da religião praticada e organizada em Portugal. Muitos missionários nunca chegaram a aprender os idiomas locais, de origem africana. Pequenos esforços foram feitos para inculturar a liturgia, a catequese e os métodos pastorais. A liderança da Igreja permaneceu portuguesa. O primeiro sacerdote católico moçambicano do período moderno só foi ordenado em 1953. Os padres nativos no ano da independência totalizou apenas 38 contra 478 padres estrangeiros.

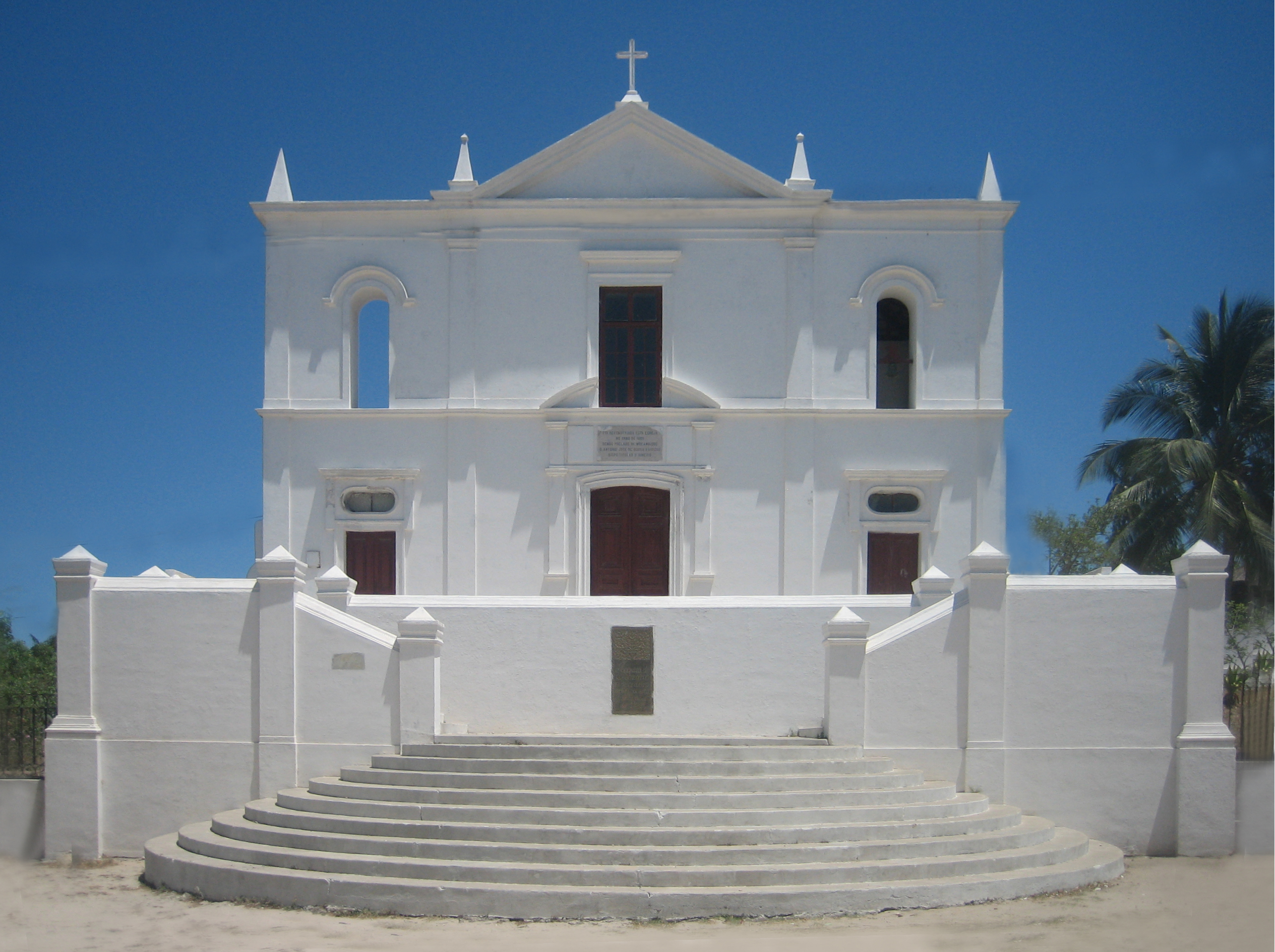
Igreja Nossa Senhora da Saúde, na Ilha de Moçambique.

O período de 1940 a 1970 foi de grande expansão à medida que igrejas, missões, escolas e clínicas foram construídas, entre elas o centro catequético Nazaré, fundado em 1968 perto da Beira e dirigido pelos Padres Brancos. Com exceção de Dom Sebastião Soares Resende, bispo da Beira, e mais tarde de Dom Vieira Pinto, bispo de Nampula, a hierarquia apoiou o status quo colonial, algumas vezes permanecendo calada diante da repressão e injustiças. Essas atitudes conformistas do clero foi ganhando cada vez mais rejeição dos missionários. Em 1940 foram criadas três dioceses em Moçambique: então Lourenço Marques (hoje Maputo), Beira e Nampula. Em maio de 1971, 48 padres brancos da Beira e de Tete deixaram Moçambique para não serem "cúmplices de um apoio oficial que até os bispos… parecem dar a um regime que astutamente usa a Igreja para consolidar e perpetuar na África uma situação anacrônica". Protestos e choques com o governo português levaram à violência repressiva e a deportações de 100 missionários, incluindo o já citado bispo de Nampula. Apesar de tudo isso, há autores que afirmam que a Igreja teria sido conivente com a ditadura moçambicana, e ainda assim, admitem que houve resistência de parte do clero. Segundo o Anuário Estatístico Católico de 1972, os institutos religiosos masculinos então existentes eram 17 e os femininos 33. Ao aumento de pessoal seguiu-se um aumento semelhante de paróquias e missões. Em 1974 havia em Moçambique 283 paróquias e missões. O primeiro sacerdote etnicamente moçambicano foi ordenado em 1953.

### Independência
Embora esta tenha sido a primeira região a ser evangelizada na costa oriental da África, banhada pelo Oceano Índico, Moçambique foi o país menos cristianizado ao sul da linha do equador, até a II Guerra Mundial. Antes da independência, quase um terço da população se denominava cristã e um pequeno número era muçulmano. Apenas em 1975 foram nomeados os primeiros bispos moçambicanos. Apesar de inicialmente surgir nos meios protestantes, a ideia de um país independente se espalhou também entre os católicos, o que gerou repressão militar do governo colonial. A reação fez com o que os 48 padres brancos residentes no país decidissem ir embora em sinal de protesto, mas acabaram sendo expulsos pelo governo antes de sua data de saída. Em 1974 o governo colonial expulsou Dom Manuel Vieira Pinto e 11 padres combonianos, por terem assinado um comunicado pedindo a independência. Em 25 de junho de 1975, Moçambique se tornou um país independente, resultando em uma mudança radical nas relações Igreja-Estado. O governo de libertação, FRELIMO, do presidente Samora Machel, louvou as atitudes de Dom Manuel Vieira Pinto de outros, porém, por outro lado, mostrou-se profundamente crítico contra a religião, especialmente a religião católica, e anunciou o seu programa marxista-leninista, atitudes típicas de regimes socialistas. Durante o governo de Samora Machel, o presidente nacionalizou os bens da igreja e cortou os subsídios estatais. Padres foram expulsos de suas residências, seminários fechados e escolas e hospitais assumidos pelo estado. A Rádio Pax, fundada em 1953 na Beira, foi fechada. Quatro bispos renunciaram e cerca de 600 funcionários da igreja deixaram o país no final de 1976. O presidente também acusou a Igreja de apoiar a opressão colonial. O regime comunista levou 95% dos quase 300.000 portugueses residentes em Moçambique regressarem a Portugal.
Sob a nova constituição, Moçambique tornou-se um estado secular, embora a liberdade religiosa fosse garantida. A atitude do governo socialista em relação à Igreja acabou melhorando após a Igreja ganhar mais admiração do partido pela Igreja, especialmente na caridade, particularmente diante da guerra civil que se seguiria. Em 1982, as relações entre a Igreja e o Estado melhoraram ainda mais, após alguns prédios serem devolvidos para a Igreja, e os seminários serem autorizados a reabrir. Antes de sua morte em um acidente de avião em 1986, o Presidente Machel disse aos líderes da Igreja: "Vamos cooperar em diálogo sem preconceitos de ambos os lados. Vamos discutir, se necessário, mas não sobre assuntos de importância secundária". O estado finalmente decretou que as instituições da igreja anteriormente nacionalizadas fossem devolvidas. Esse fato gerou uma discussão entre os católicos: alguns defendiam o retorno à infraestrutura altamente institucionalizada da era pré-guerra civil, enquanto outros pediam uma abordagem enraizada em pequenas comunidades cristãs locais, com respeito pelas línguas e culturas nativas e maior inculturação da fé. No dia 20 de junho de 1984 foram instituídas as três províncias eclesiásticas atuais: Maputo, Beira e Nampula.
O bispo de Nampula publicou um documento pedindo uma nova visão pastoral, mais próxima da realidade local, e não unicamente baseada nos moldes europeus, além de afirmar que a mentalidade colonial e burguesa deveria mudar para uma consciência e solidariedade com os povos nativos, e que a Igreja não deveria defender seus interesses materiais acima de seu principal interesse, a salvação das pessoas. Em março de 1975, os dois primeiros bispos nativos do país foram ordenados: Alexandre José Maria dos Santos e Januário Machaze Nhangumbe. Dois anos depois, a primeira Assembleia Pastoral Nacional desenvolveu programas práticos de mudança que enfatizavam ministérios leigos; a segunda Assembleia, realizada em 1991, revisaria esses programas à luz da guerra civil.

### Queda do marxismo-leninismo
Apesar do aparente silêncio da Santa Sé durante a colonização de Moçambique, o que gerava as acusações de Samora, a entidade resolveu se atentar mais ao caso moçambicano após a independência, ainda assim, Roma não conseguiu estabelecer relações diplomáticas com o novo governo mas tentou corrigir a sua imagem nomeando bispos moçambicanos , elevando Nampula e Beira à categoria de arquidiocese em 1984 e finalmente, em 1988, foi nomeado cardeal o arcebispo de Maputo, Dom Alexandre José Maria dos Santos. O número de fiéis viu enorme crescimento desde 1940: de menos de 100 mil a 2 milhões em 1975. Em 1990 havia 1.900.000 católicos, evidenciando não só a perda de 200.000 portugueses, mas também a fuga de centenas de milhares de refugiados para os países vizinhos, e a passagem ao ateísmo de 10.000 membros do partido. A situação mudou de rumo em 1988 com a visita do Papa. O Pontífice denunciou o terror da guerra em termos muito duros. Como consequência, a Igreja pôde continuar ordenando sacerdotes e o clima religioso melhorou. As negociações de paz entre a Resistência Nacional Moçambicana (RENAMO) e a Frente de Libertação de Moçambique (FRELIMO), em 1992, contaram com o auxílio de Dom Alexandre dos Santos e Dom Jaime Pedro Gonçalves, o que serviu como um sinal para a reorientação económica e política do governo para o Ocidente, após a queda do marxismo.

## Atualmente
Em 2000, a Igreja em Moçambique tinha 277 paróquias ativas atendidas por 88 padres diocesanos e 328 religiosos. Outros religiosos incluíam aproximadamente 90 irmãos e 890 irmãs, muitos dos quais trabalhavam nas 217 escolas primárias e 32 secundárias do país. Respondendo a uma crescente necessidade da infraestrutura da Igreja de apoiar uma comunidade católica em crescimento, igrejas do Brasil, Nigéria e Zimbábue enviaram padres e outros. Os Missionários Combonianos reabriram sua Escola de Treinamento Técnico em Nampula e uma Universidade Católica foi planeada para a Beira. A maioria dos católicos residia nas províncias centrais, enquanto uma crescente população muçulmana podia ser encontrada no norte e ao longo da costa. Em resposta às fortes inundações experimentadas na região pelo ciclone Eline em março de 2000, o Papa São João Paulo II doou US$ 150.000 de sua instituição de caridade privada, Cor Unum, para ajudar nos esforços de alívio liderados pela Caritas Moçambique.

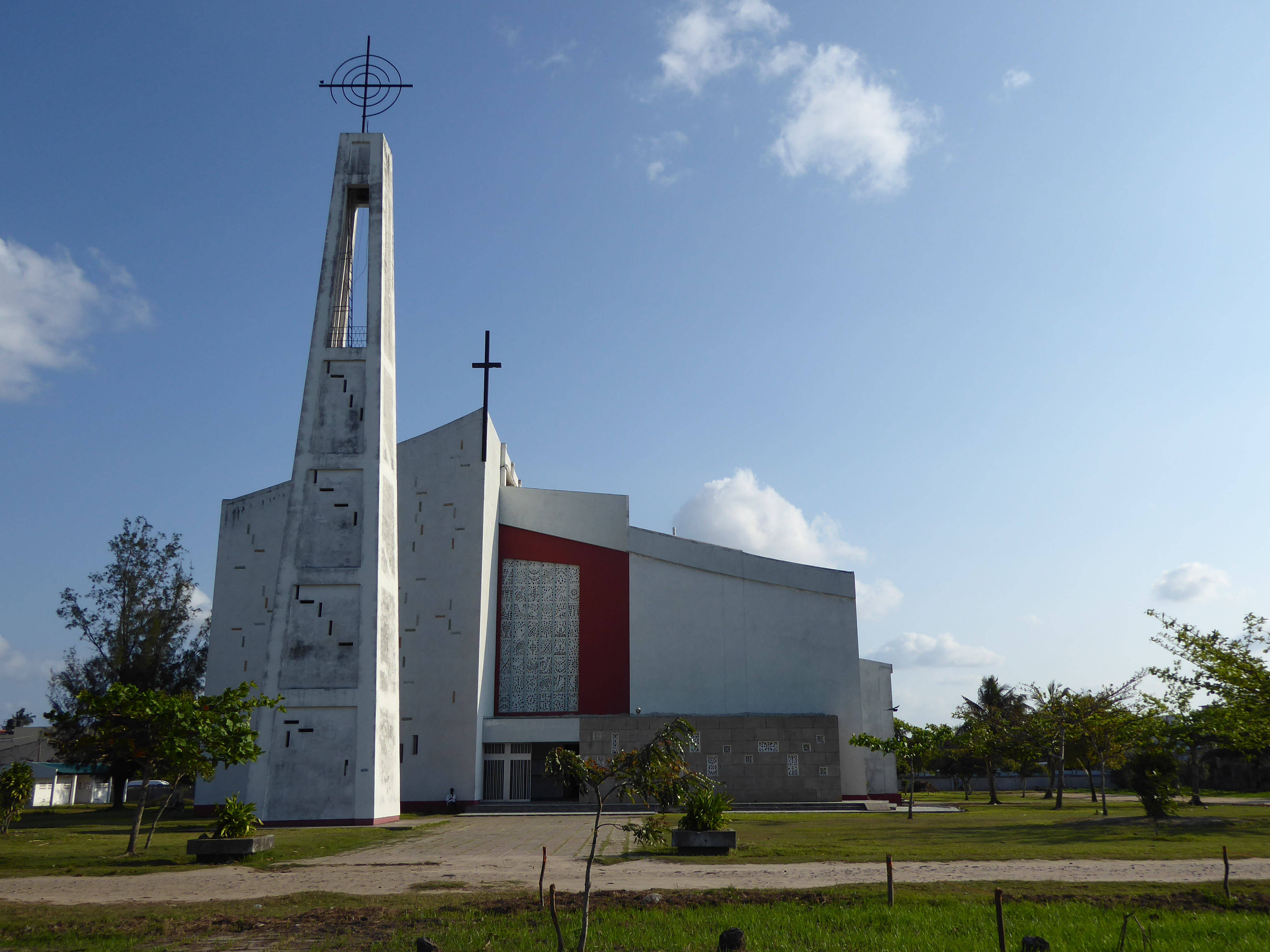
Catedral de Quelimane

Em confronto com os dados do ano 2000, o Vaticano divulgou estatísticas de 2019 sobre o catolicismo em Moçambique. Segundo há 7.621.000 católicos, distribuídos em 12 circunscrições eclesiásticas, 343 paróquias, 1.335 centros pastorais. Moçambique tem 23 bispos, 297 sacerdotes diocesanos, 362 sacerdotes religiosos, dois diáconos permanentes, 1.207 religiosas. Há no país 17 membros de institutos seculares, 97 missionários leigos e 56.871 catequistas. No âmbito de vocações sacerdotais, há 587 seminaristas menores e 599 seminaristas maiores. A Igreja Católica tem 172 maternais e escolas primárias, que atendem 50.022 alunos; 64 escolas médias e secundárias, com 57.086 alunos e 14 institutos superiores e universidades, que recebem 19.024 estudantes. Além disso, a Igreja é proprietária ou administra 24 hospitais, 21 ambulatórios, sete leprosários, nove asilos, 74 orfanatos e jardins de infância, dois consultórios familiares, dois centros especiais de educação e reeducação, além de 37 outros locais de assistência e promoção humana.
Um acordo firmado entre o governo moçambicano e o Vaticano em 2012, norteia as relações entre o Estado e a Igreja Católica. Segundo ele, a Igreja é legalmente independente e tem direito de organizar seus assuntos internos e nomear seus colaboradores. Em julho de 2013, o arcebispo emérito Dom Jaime Pedro Gonçalves, considerado uma figura central das negociações de paz, queixou-se que os antigos combatentes da Renamo ainda não haviam sido incorporados às forças policiais, conforme decidido pelos acordos de paz de Roma. Sobre a devolução das propriedades da Igreja que foram confiscadas pelo Estado, cerca de 60% desses bens já foram devolvidos e ainda estão em curso as negociações acerca da devolução do restante. A ida do primeiro-ministro moçambicano, Alberto Clementino Vaquina, ao Vaticano, em 11 de abril de 2013, a fim de ter uma audiência com o Papa Francisco, teve como principal pauta a "positiva contribuição da Igreja Católica para a paz e para o desenvolvimento do país, especialmente por meio de ações educacionais, de caridade e assistenciais". Ainda se enfrenta muita instabilidade política e social, e a Igreja trabalha muito na conciliação e no processo de pacificação do país.
Em 2 de maio de 2019, correu a notícia que o pároco, padre Filipe Rosa Marques, abriu sua paróquia Nossa Senhora Auxiliadora a mais de mil vítimas de tempestades. "Não perguntamos pelas religiões das pessoas, a vida humana é tudo o que valorizamos", disse o padre à agência de notícias Associated Press.  No dia 16 de novembro de 2020, ocorreu o encerramento da XII Assembleia da Associação Inter-Regional dos Bispos Católicos da África Austral, na qual está inclusa a Conferência Episcopal de Moçambique, e contou com a participação do presidente moçambicano, Filipe Nyusi. O presidente enalteceu o papel da Igreja Católica na pacificação do conflito em Cabo Delgado, e em seu discurso aos bispos afirmou que "Como governo, queremos assegurar à igreja, que o povo moçambicano acarinha, agradece e guarda nos seus corações as palavras e ensinamentos do Santo Padre que nos tempos tumultuosos servem de factores motivadores e de alento para nós. É por isso que sempre evocamos e recordamos as palavras do Santo Padre, papa Francisco, segundo as quais, passo a citar, a igreja tem que estar do lado da solução e não do lado do problema. Entendemos com esta recomendação, que a igreja católica Moçambique, precisa de continuar a engajar-se na busca de soluções para os variadíssimos desafios que o povo moçambicano enfrenta, a pobreza, a paz a corrupção, a reconciliação nacional, esses são alguns dos assuntos".
Em novembro de 2020, os bispos do país publicaram uma carta pastoral aos fiéis intitulada Esperança, Paz e Reconciliação. Durante a pandemia de COVID-19, as igrejas católicas de Moçambique foram fechadas e as Missas passaram a ser celebradas sem a presença dos fiéis. Outros sacramentos também foram deixados de ser celebrados. Apenas no fim de maio de 2021 algumas atividades começaram a retornar, como os batismos.

### Crescimento do fundamentalismo islâmico

Localização da Província de Cabo Delgado em Moçambique.

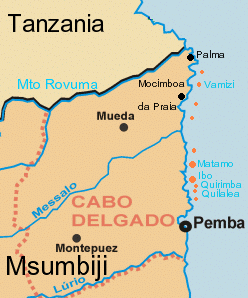
Mapa detalhado de Cabo Delgado com as localizações das principais cidades.

A Igreja tem visto com preocupação o crescimento do islamismo, o qual vem ganhando um crescente número de pregadores radicais, e sugere que a intolerância religiosa pode tornar-se num problema no país, como já acontece em outras partes da África Oriental. Em entrevista ao jornal O São Paulo, da Arquidiocese de São Paulo, o bispo de Pemba, Dom Luís Fernando Lisboa, afirmou: "A nossa Província tem sofrido muito com os ataques de homens armados. Isso começou em outubro de 2017. São ataques a postos policiais e aldeias, que matam pessoas, queimando casas. Temos milhares de pessoas deslocadas dentro da Província que fugiram ou que tiveram suas casas queimadas por causa da violência dentro de suas aldeias. Nosso povo tem sofrido muito com essa violência, que não é generalizada em toda a Província, mas em cinco distritos, onde os missionários também estão presentes, passando por dificuldades, vivendo essa insegurança, o medo junto com o povo. A presença dos missionários é importante para ser esse alívio e ponto de apoio para o nosso povo". Até mesmo a Conferência Episcopal Portuguesa afirmou estar acompanhando de perto a situação do terrorismo na província de Cabo Delgado, e que a Igreja Católica portuguesa apoia "vivamente os esforços do Governo português, da União Europeia e de organizações internacionais, para que, em colaboração com o Governo moçambicano, se possam encontrar meios de auxílio às populações e assegurar condições de paz e segurança na região". O eurodeputado português Paulo Rangel fez um alerta para a "grande invisibilidade e opacidade" do drama que se vive em Cabo Delgado, no norte de Moçambique, e disse hoje que a Igreja Católica "é a única entidade a aliviar o sofrimento das populações". Ele ainda afirmou: "A Igreja Católica, nomeadamente o bispo de Pemba, será com certeza, um dos grandes interlocutores para canalizar o apoio porque é, na verdade, a única entidade no terreno que tem estado ativamente a tentar, já não digo resolver, mas ao menos aliviar o sofrimento por que estas populações estão a passar e que é realmente atroz".
No norte do país os muçulmanos são maioria, tem havido crescimento do fundamentalismo, principalmente na província de Cabo Delgado. Os fatores atribuídos para o crescimento do radicalismo são a violência, consequência da pobreza, da corrupção e da frustração entre os jovens desfavorecidos, e é alimentada pelos fundamentalistas que entram pelos países vizinhos e por pregadores islâmicos que regressam a Moçambique após estudos de interpretações rígidas do islão em países como o Catar, Egito, Kuwait, Arábia Saudita e África do Sul. Especula-se que o financiamento saudita e catariano do islão radical vise inclusive impedir os avanços de um projeto de exploração de gás natural em Moçambique, já que os dois países estão entre os maiores produtores mundiais, e a exploração representaria uma grande concorrência.  Lá os convertidos enfrentam extrema pressão para renunciar à fé. Os que se recusam a retornar ao islão, geralmente enfrentam isolamento da comunidade, e os cristãos em geral enfrentam extrema violência destes grupos islâmicos, são forçados a fugir de suas casas e têm suas igrejas, escolas e empresas saqueadas e destruídas. Em abril de 2020, um grupo jihadista com laços com o Estado Islâmico matou 52 pessoas, incendiou igrejas e instituições e atacou aldeias. Muitos outros cristãos já foram assassinados ao longo dos anos unicamente por conta de sua fé. Dezenas de milhares de pessoas já fugiram do norte do país. O exército moçambicano se retirou de locais estratégicos, o que contribuiu para a expansão dos ataques no último ano. Além disso, os cartéis de drogas em algumas áreas dificulta a vida dos cristãos – especialmente de jovens.
Cálculos do relatório mais recente da Fundação ACN indicam que, desde outubro de 2017, os insurgentes islâmicos tenham realizado cerca de 139 ataques, matando mais de 350 civis e militares. Isso faz com que o país seja considerado pela entidade como de "prioridade máxima", já que sofre os efeitos do terrorismo, da pandemia de COVID-19 e de um surto de cólera. Entre maio e julho de 2018, mais de 400 casas foram incendiadas e milhares de pessoas ficaram desalojadas na província de Cabo Delgado. No dia 18 de agosto de 2018, criminosos insurgentes armados atacaram uma aldeia cristã no norte, incendiando casas e obrigando seus residentes a fugir. Vários ataques semelhantes na região ocorrem frequentemente. Em setembro de 2019 homens desconhecidos chegaram à Aldeia da Paz, no norte, e incendiaram as casas dos moradores, sendo que ninguém chegou a morrer após o crime, mas tiveram de fugir para a floresta. A Caritas precisou agir e enviar suprimentos aos aldeões. No dia 10 de abril de 2020, um grupo jihadista atacou a aldeia de Muambula, em Cabo Delgado, destruindo casas de missionários e danificando a igreja local. Os missionários conseguiram fugir para Pemba. Um mês depois, no dia 12 de maio, uma casa de uma missão beneditina foi atacada na aldeia de Auasse e os monges tiveram de fugir. Ainda assim, o então bispo de Pemba, Dom Luiz Fernando Lisboa, declarou que não acreditava que os ataques visassem especificamente a Igreja Católica. Em julho do mesmo ano o referido bispo de Pemba lançou uma campanha de solidariedade por meio da Caritas, e uma campanha de oração pelas vítimas da violência.
Atos de violência continuaram a ocorrer em agosto e setembro de 2020, forçando a população a deixar a região. Dom Luiz Fernando Lisboa recebeu ameaças de morte após os seus repetidos pedidos públicos de ajuda ao governo e à comunidade internacional. O Papa Francisco chamou o bispo para expressar a sua solidariedade e apoio, e pouco depois o presidente de Moçambique visitou-o em Pemba. Ele ainda afirmou que além do telefonema do Papa, o Pontífice também colocou a situação da região em suas orações e a citou na benção urbi et orbi, na Páscoa de 2020. Em carta lançada após a sessão plenária de 2021, os bispos moçambicanos disseram estar "com o coração cheio de tristeza" pela violência em Cabo Delgado. Entre outras coisas, a nota diz:
Citação: Declaração conjunta dos bispos de Moçambique escreveu: «Deploramos e condenamos todos os actos de barbárie cometidos. Em Cabo Delgado pessoas indefesas são mortas, feridas e abusadas. Elas veem seus bens pilhados, a intimidade dos seus lares violada, suas casas destruídas e cadáveres de seus familiares profanados. São obrigadas a abandonarem a terra que os viu nascer e onde estão sepultados os seus antepassados. Estes nossos concidadãos, a maioria mulheres e crianças, são empurrados para o precipício da insegurança e do medo. Deploramos a prevalência deste estado de coisas, sem indicações claras de que a breve trecho haverá superação das causas que alimentam este conflito. Este estado de coisas faz crescer e consolidar a percepção de que por de trás deste conflito há interesses de vária natureza e origem, nomeadamente de certos grupos de se apoderarem da nação e dos seus recursos. Recursos que, em lugar de serem postos ao serviço das comunidades locais e tornarem-se fonte de sustento e de desenvolvimento, com a construção de infraestruturas, serviços básicos, oportunidade de trabalho, são subtraídos, na total falta de transparência, alimentando a revolta e o rancor, particularmente no coração dos jovens, e tornando-se fonte de descontentamento, de divisão e de luto.»
Em 12 de maio de 2021, a Igreja acusou o governo de estar mais preocupado com a questão do gás natural em Cabo Delgado do que com a população que sofre com a violência islâmica. O bispo de Nacala, Alberto Vera Aréjula assinou um comunicado da Comissão Episcopal de Justiça e Paz, entidade da Igreja Católica em Moçambique, o qual afirmava que "A maior concentração na defesa do negócio de gás e petróleo em detrimento da defesa de vida de milhares de moçambicanos induz-nos a acreditar que a primazia do Estado é defender os lucros e bem-estar para um pequeno punhado de gente já abastada", e completou: "A primeira luta seria pôr fim ao conflito armado, investir na área social e infraestruturas, bem como definir estratégias para uma exploração eficaz e segura dos recursos". Desde 2017 em curso, a violência em Cabo Delgado já provocou mais de 2.500 mortes e 714.000 deslocados.

## Organização territorial
O catolicismo está presente no país com três arquidioceses e nove dioceses. Segue abaixo a lista das arquidioceses com suas respectivas sufragâneas:
| Circunscrições eclesiásticas católicas de Moçambique | Circunscrições eclesiásticas católicas de Moçambique | Circunscrições eclesiásticas católicas de Moçambique | Circunscrições eclesiásticas católicas de Moçambique | Circunscrições eclesiásticas católicas de Moçambique |
| Circunscrição                                        | Ano de ereção                                        | Catedral                                             | Foto                                                 | Ref.                                                 |
| ---------------------------------------------------- | ---------------------------------------------------- | ---------------------------------------------------- | ---------------------------------------------------- | ---------------------------------------------------- |
| Arquidiocese da Beira                                | 1940                                                 | Catedral de Nossa Senhora do Rosário                 |                                                      | [ 33 ]                                               |
| Diocese de Chimoio                                   | 1990                                                 | Catedral de Maria Imaculada                          |                                                      | [ 34 ]                                               |
| Diocese de Gurué                                     | 1993                                                 | Catedral de Santo Antônio de Lisboa                  |                                                      | [ 35 ]                                               |
| Diocese de Quelimane                                 | 1954                                                 | Catedral de Nossa Senhora do Livramento              |                                                      | [ 36 ]                                               |
| Diocese de Tete                                      | 1962                                                 | Catedral de São Tiago Maior                          |                                                      | [ 37 ]                                               |
| Arquidiocese de Maputo                               | 1612                                                 | Catedral de Nossa Senhora da Conceição               |                                                      | [ 38 ]                                               |
| Diocese de Inhambane                                 | 1962                                                 | Catedral de Nossa Senhora da Conceição               |                                                      | [ 39 ]                                               |
| Diocese de Xai-Xai                                   | 1970                                                 | Catedral de São João Batista                         |                                                      | [ 40 ]                                               |
| Arquidiocese de Nampula                              | 1940                                                 | Catedral de Nossa Senhora de Fátima                  |                                                      | [ 41 ]                                               |
| Diocese de Lichinga                                  | 1963                                                 | Catedral de São José                                 |                                                      | [ 42 ]                                               |
| Diocese de Nacala                                    | 1991                                                 | Catedral de Nossa Senhora da Boa Viagem              |                                                      | [ 43 ]                                               |
| Diocese de Pemba                                     | 1957                                                 | Catedral de São Paulo                                |                                                      | [ 44 ]                                               |

## Conferência Episcopal
A reunião dos bispos do país forma a Conferência Episcopal de Moçambique, que foi criada em 1967.

## Nunciatura Apostólica
A Delegação Apostólica de Moçambique foi criada em 1974, e foi elevada a nunciatura apostólica em 1996.

## Visitas papais
O país foi visitado pelo Papa São João Paulo II entre 16 de 19 de setembro de 1988. O então Pontífice também outros países: Botsuana, Lesoto, Suazilândia e Zimbábue. À época, o papa apelou a um diálogo nacional afirmando que a Igreja ajudaria a chegar ao fim da guerra civil por todos os meios possíveis. o cardeal Alexandre dos Santos, de Maputo, e o arcebispo Jaime Gonçalves, da Beira, desempenharam um importante papel nisso. O acordo de paz entre a FRELIMO e a RENAMO foi assinado em Roma no dia 4 de outubro de 1992. Esse envolvimento, a pedido da segunda organização citada, auxiliou no aumento da influência católica no país.
| “ | Ao término da minha breve visita pastoral, posso afirmar que só à vista se pode captar bem a intensidade do sofrimento que se vive neste País, tão gravemente ferido e dessanguado. [...]. É num País dotado de recursos e com um papel a desempenhar no desenvolvimento desta zona da África Austral, esse futuro parece estar ao alcance. Antes, porém, importa banir tantas misérias que enlutam esta pátria devastada pela violência. A gênese desta violência é assaz conhecida. Após vários anos de guerra pela independência, seguiu-se um breve período de júbilo bem compreensível por tão importante meta alcançada, que, como é bem sabido, não constitui um fim em si mesma. Formar um povo culturalmente e juridicamente único, de maneira a constituir uma verdadeira Nação exige as ideias e os modelos de que lançar mão. A experiência deste Continente africano ensina que se trata de um problema que não pode ser simplificado. De modo análogo, não pode ser simplificado o problema do confronto com as ideologias, entendendo sob esta designação um conjunto de ideias numa visão orgânica e com perspectivas práticas. Esse confronto pressupõe uma consciência sócio-política, em que há valores peculiares e uma identidade que caracterizam um povo determinado ou conjunto de povos, lhe ditam o comportamento e marcam o seu empenho comum em construir a Nação, com uma própria "personalidade". Naturalmente, numa caminhada assim, nem sempre as experiências são bem sucedidas. Em linha de princípio, dizem os estudiosos, a África acredita que o desenvolvimento depende do homem e do povo, como protagonistas, em plena liberdade. | ” |
|   | — Papa São João Paulo II em seu discurso aos bispos da Conferência Episcopal de Moçambique, no dia 18 de setembro de 1988. |   |

O Papa Francisco também visitou o país entre os dias 4 e 6 de setembro de 2019, juntamente com Maurício e Madagascar. A confirmação da viagem aconteceu poucos dias após o Papa Francisco anunciar uma doação no valor de 150 mil euros para ajudar as vítimas do ciclone Idai, que matou mais de 700 pessoas em Moçambique, Zimbábue e Malauí. o Santo Padre se encontrou com o Presidente Filipe Nyusi, outras autoridades estatais, uma delegação de líderes religiosos. Francisco presidiu uma missa que contou com a presença de 60.000 pessoas no Estádio Nacional do Zimpeto, e pediu aos moçambicanos que continuem no caminho da reconciliação, e alertou para os perigos da desigualdade social e da corrupção, afirmando: "Moçambique tem um território cheio de recursos naturais e culturais", destacou, mas apesar dessas riquezas, "uma quantidade enorme da população vive abaixo do nível de pobreza". O Papa afirmou que "por vezes, parece que aqueles que se aproximam com suposto desejo de ajudar, têm outros interesses. É triste quando isso se verifica entre irmãos da mesma terra, que se deixam corromper". O presidente moçambicano chegou a acusar a Igreja de "patrocinar logisticamente" os insurgentes, e fez isso em uma espécie de represália, após o bispo de Pemba denunciar irregularidades das Forças de Defesa e Segurança do governo, como violações dos direitos humanos e outros abusos contra a população. A troca de acusações gerou tensão entre o governo e a Igreja, o que foi apaziguado pela viagem papal. A mídia chegou a afirmar que os dois lados haviam "feito as pazes" novamente. Especialistas ouvidos pela Deutsche Welle elogiaram tanto o presidente quanto o trabalho do bispo católico, criticando aqueles que querem "espalhar o ódio" contra o líder da Diocese.
| “ | Também quero exprimir o reconhecimento, meu e de grande parte da comunidade internacional, pelo esforço que, há decénios, se vem fazendo para que a paz volte a ser a norma, e a reconciliação o melhor caminho para enfrentar as dificuldades e desafios que tendes como nação. Neste espírito e com este propósito, há cerca de um mês assináveis na Serra da Gorongosa o acordo de cessação definitiva das hostilidades militares entre irmãos moçambicanos. Um marco, que saudamos e esperamos decisivo, plantado pelos corajosos na senda da paz que parte daquele Acordo Geral de 1992 em Roma. Quantas coisas se passaram desde a assinatura do histórico tratado que selou a paz e deu os seus primeiros rebentos! São estes rebentos que sustentam a esperança e dão confiança para não deixar que a maneira de escrever a história seja a luta fratricida, mas a capacidade de se reconhecerem como irmãos, filhos duma mesma terra, administradores dum destino comum. A coragem da paz! Uma coragem de alta qualidade: não a da força bruta e da violência, mas aquela que se concretiza na busca incansável do bem comum | ” |
|   | — Discurso do Papa Francisco às autoridades civis, corpo diplomático e sociedade civil moçambicanos. |   |